# Kinesisk troldnød
Kinesisk Troldnød (Hamamelis mollis) er en stor, løvfældende busk med en åben tragtformet vækst. Den blomstrer om vinteren med en sød og krydret duft.

## Beskrivelse
Barken er først brun og ruhåret, dernæst gråbrun med korkporer, og så mørkebrun med lysegrå korkporer. Knopperne spredte, kortstilkede, skæve og spidse. Farven er brun, skiftende til grå på grund af det tætte hårlag. Blomsterknopperne er langstilkede og sidder i små knipper, de er runde, grønne og helt glatte. 
Bladene er skævt ægformede med svagt takket eller bugtet rand. Oversiden er mørkegrøn og blank, mens undersiden er gråfiltet. Høstfarven er gul. Blomsterne springer ud i det meget tidlige forår (februar-marts). De sidder i små stande ved forrige års bladhjørner. Hver blomst er firetallig med lange gule kronblade. Duften er sød og krydret. Frugterne er kapsler, der springer op med små knald ved modenhed. Frøene spirer sjældent her i landet, men kan godt såes.
Hovedrødderne er kraftige og går dybt ned. Siderødderne er derimod meget tynde og danner rodfilt lige under jordoverfladen.
Højde x bredde og årlig tilvækst: 3 x 3 m (15 x 15 cm/år). Målene kan anvendes ved udplantning.

## Hjemsted
Kinesisk Troldnød vokser i krat og skovbryn samt som underskov under letløvede træer i det mellemste Kina (Hubei-provinsen), hvor jordbunden er mineralrig og godt drænet. Her er somrene varme og fugtige, mens vintrene er kolde og tørre. 
I det sydvestlige Hubei vokser den i en højde af ca. 1300 m sammen med bl.a. Acer davidii, Corylopsis willmottiae, Cornus japonica, Weigela japonica og en art af Avnbøg.
| Portal | Portal:Botanik |